# Anansus aowin
Anansus aowin är en spindelart som beskrevs av Huber 2007. Anansus aowin ingår i släktet Anansus och familjen dallerspindlar.
Artens utbredningsområde är Elfenbenskusten. Inga underarter finns listade i Catalogue of Life.